# Gaucelme de Deaux
Gaucelme ou Gaucelin de Deaux, mort le 31 mars 1373, est un prélat français  du XIVe siècle, évêque de Nîmes.

## Biographie
Il est issu d'une famille noble du diocèse d'Uzès qui a fourni un prélat à l'église d'Embrun (Bertrand de Deaux), et à laquelle vers cette même époque, l'église de  Nîmes semble inféodée. 
Abbé du monastère de Psalmody, il est nommé en 1363 à l'évêché de Nîmes.  Le pape Urbain V lui confie, la même année, les fonctions de son trésorier.
Le peu de temps qu'il dirige l'église de Nîmes, Gaucelin établit des écoles publiques dans son palais, et fonde une chapelle sous le vocable de saint Nicolas. En 1367 Urbain V transfère Gaucelin au siège épiscopal de Maguelone. En 1367 Gaucelin achève le bâtiment de l'église Saint-Germain, à Montpellier. Il fait aussi paraître la bulle de fondation du monastère de Saint-Pierre de Rome en 1368. La même année, il fait réunir en un seul corps d'ouvrage tous les titres épars de l'évêché, et fait rédiger de grands cartulaires sur parchemin.
Une bulle donnée par Urbain V en 1369, fonde à Montpellier un collège pour douze médecins de la ville et du diocèse de Mende.
Il y a une vive discussion avec les consuls de la ville qui avaient fait dresser un pilori dans le terroir de Caravettes. L'évêque de Maguelone prétend avoir seul ce droit, en qualité de comte de Melgueil et de Montferrand, dont Caravettes relève. L'affaire est soumise à l'arbitrage de Jean de Blauzac, cardinal de Nîmes, mais l'impatient Gaucelin n'attend pas la sentence, et de sa propre autorité, fait enlever le pilori. Sur la plainte des consuls au roi Charles V, ce monarque ordonne au sénéchal de Beaucaire de faire remettre le pilori.